# Buxus leivae
Buxus leivae är en buxbomsväxtart som beskrevs av Egon Köhler. Buxus leivae ingår i släktet buxbomar, och familjen buxbomsväxter. Inga underarter finns listade i Catalogue of Life.